# Masist
Masist (staroiranski: Mathišta, grčki: Μασίστης; „Masistês“) je bio perzijski princ i sin vladara Darija I. Velikog i kraljice Atose, odnosno Kserksov brat. Na vrijeme vladanja svog brata Masist je služio na mjestu satrapa Baktrije gdje je 478. pr. Kr. pokrenuo pobunu. Tijekom grčko-perzijskih ratova odnosno Kserksovog pohoda (480. – 479. pr. Kr.) Masist je bio jedan od šest glavnih zapovjednika perzijske vojske. Zajedno s generalom Mardonijem vodio je trupe koje su se kretale uz obalu Skudre (Trakije), no nije sudjelovao u glavnim bitkama. Prema Herodotu, sudjelovao je tek 479. pr. Kr. u bitci kod Mikale gdje su Perzijanci poraženi. Generali Tigran i Mardont poginuli su u toj bitci, no Masist se zajedno s Artaintom i Itamitrom uspio spasiti. Herodot dalje navodi kako je Masist na putu prema Sardu optužio Artainta za kukavičluk nazvavši ga „gorim od žene“, nakon čega je Artaint pokušao ubiti Masista, no spriječio ga je Karijac Ksenagora iz Halikarnasa. Iste godine Masist je postao satrapom (pokrajinskim namjesnikom) Baktrije, gdje se nakon godinu dana pobunio protiv Kserksa, no ubrzo je poražen i ubijen. Danas se smatra kako grčka riječ Masistes potječe od perzijske titule „mathišta“ (maθišta; „najveći“, „najbolji“) što znači „najveći poslije kralja“ ili „drugi nakon kralja“. U povijesnim dokumentima ne spominju se ni Masistovi prethodnici odnosno nasljednici na mjestu baktrijskog satrapa, no poznato je kako je u Darijevo doba u Baktriji vladao Dadarši, a u Artakserksovo doba Artaban od Baktrije.

## Poveznice
- Perzijsko Carstvo
- Baktrija
- Kserkso I.

| Prethodnik:                  | Satrap Baktrije (470-ih pr. Kr.) | Nasljednik:                      |
| Dadarši (?) (520-ih pr. Kr.) | Satrap Baktrije (470-ih pr. Kr.) | Artaban (?) (cca 450-ih pr. Kr.) |

## Vanjske poveznice
- Josef Wiesehöfer: „Antička Perzija od 550. pr. Kr. do 650.“ (Ancient Persia: from 550 BC to 650 AD), str. 53.